# Super Discount
Super Discount est un album House d'Étienne de Crécy sorti en 1997.

## Genèse et concept de l'album
Albums de Étienne de Crécy
Tempovision
(2000)
Singles
1. Super Discount - £
Sortie : 3 mars 1997
2. Super Discount - F
Sortie : 17 février 1997
3. Super Discount - $
Sortie : 20 janvier 1997
4. Super Discount - ¥
Sortie : 3 février 1997

L'album est une compilation regroupant des morceaux enregistrés par des amis (Alex Gopher, Air, Mr Learn, Philippe Zdar) et par lui-même sous différent pseudos. Il s'agit d'un album-concept dans la mesure où le titre barre toute la pochette sur un fond jaune avec une police rappelant celle des soldes des grands magasins. Les titres des morceaux relèvent de la même thématique (Tout doit disparaître, Prix Choc, Affaires à faire, etc.) et les maxis tirés du disque poursuivent cette logique en étant nommés d'après différentes devises ($, £).
L’album est caractéristique de la house de l’époque avec des morceaux très longs (8 minutes en moyenne), des boucles bien travaillées qui se répètent tout le long du track et une ambiance groovy et légère.
La particularité de ces artistes contributeurs étant d'être ingénieurs du son, la manipulation des samples et boucles étant aisée leur permettait de créer un style expérimental qui sera précurseur à la French Touch et à son succès planétaire.
Étienne de Crécy se cache derrière la plupart des morceaux sous différents pseudonymes :
- Étienne De Crécy
- Minos Pour Main Basse (Sur La Ville)
- Mooloodjee
- La Chatte Rouge (avec Philippe Zdar)

Le célèbre groupe versaillais Air est également présent sur un morceau, Soldissimo.
Le pseudonyme de Mooloodjee est un hommage au célèbre chanteur français Marcel Mouloudji.

## Caractéristiques artistiques
1. Le Patron Est Devenu Fou !

Morceau iconique de l'album aux rythmes lancinants, il se caractérise par une introduction de 20 secondes et une montée en puissance sur environ 2 minutes avant de dérouler le rythme principal fait à base de samples cuivre et guitare électrique entrecoupé de de sample vocaux. Il utilise les samples Runnin' Out of Fools d'Isaac Hayes (1970) et Brazilian Rhyme de Earth, Wind & Fire (1977)  ainsi qu'un dialogue d'un documentaire sur le reggae Roots Rock Reggae,.
Ce morceau sera un succès et joué dans plusieurs discothèques, il connaîtra également un succès à l'écran avec son clip avant-gardiste. L'édition double vinyle de 1997 sous le label Different - DIF 002 DLP ne comprend pas les 17 premières secondes de "Le Patron Est devenu Fou" réduisant son format à 9 minutes 51 secondes. Cette petite différence sera corrigée par la suite sur tous les formats CD et les rééditions de l'album vinyle.
| 1. | Le Patron Est Devenu Fou! (Club Mix)                |  | 8:35 |
| 2. | Le Patron Est Devenu Fou! (Zdar Wars)               |  | 8:10 |
| 3. | Le Patron Est Devenu Fou! (Peace From Chicago)      |  | 9:13 |
| 4. | Le Patron Est Devenu Fou! (Love From San Francisco) |  | 7:41 |

1. Prix Choc

Autre morceau emblématique et à succès, la piste reprend un sample piano sur toute la durée entrecoupé d'une unique citation "Sinsemilla, Marijuana". Il utilise les samples Hurt So Bad de Grant Green (1969), Street Scene de Johnny Lytle (1968) et Kilowatt Invasion et Fat Daddy de The Kay-Gees (1978) ainsi qu'un dialogue d'un documentaire sur le reggae Roots Rock Reggae 1979,. Le morceau se termine par 10 secondes d'interlude assez inattendu et original qui est une réplique de la série Dallas (saison 5 - épisode 3 en VF) avec un chant dans un bar.
Signe d'un succès important du morceau et de l'empreinte de Super Discount dans la French Touch, Prix Choc a été joué par le DJ Myd lors de la cérémonie d'ouverture des Jeux Paralympiques de Paris 2024 le 28 août 2024.
| 1. | Prix Choc (Radio Edit) (High Mix)                              |  | 3:53 |
| 2. | Prix Choc (Free Tax Mix)                                       |  | 5:43 |
| 3. | Prix Choc (Ultra Bright Mix)                                   |  | 7:47 |
| 4. | Prix Choc (Ultra Dark Mix)                                     |  | 6:25 |
| 5. | Prix Choc (Cosmo Vitelli Paye Tout Avec Sa Carte De Crecy Mix) |  | 5:25 |
| 6. | Prix Choc (Roy's Love 4 Paris)                                 |  | 8:24 |

1. Super Disco

Morceau réalisé par Alex Gopher, il utilise les samples Spring Affair et Winter Melody de Donna Summer (1976), Ready or Not et You Bet Your Love de Herbie Hancock (1979), Last Night a DJ Saved My Life d'Indeep (1982), You're a Friend to Me de Sister Sledge (1979), I Wanna Thank You de Johnny "Guitar" Watson (1977), Hey Senorita de War (1977) et If I Should Die Tonight de Marvin Gaye (1973). Le morceau se termine par 10 secondes d'interlude ressemblant à une scène se déroulant dans un hôpital.
1. Soldissimo (EDC remix)

Piste réalisé par Air où l'on retrouve leurs rythme et sonorité caractéristiques présents sur leurs morceaux Les Professionnels (1997) et All I Need (1998).
1. Affaires à Faire

Morceau réalisé par Etienne de Crecy et Philippe Zdar sous le pseudonyme "La Chatte Rouge", il utilise les samples Your Song de Al Jarreau (1994) et Destiny's Children de Freddie Hubbard (1973), ainsi qu'une réplique de la série Dallas (saison 5 - épisode 3 en VF) où Cliff annonce sa sortie,. Le morceau se termine par 27 secondes d'interlude électro.
1. Tout Doit Disparaître

Le morceau est réalisé par Étienne de Crecy sous le pseudonyme "Minos Pour Main Basse (Sur la Ville)"; celui-ci est plutôt lent par rapport aux autres et s'approche plus du downtempo.
1. Tout à 10 Balles

Long de 9 secondes seulement, c'est le morceau le plus court de l'album se définissant par une simple interlude électro. il permet de marquer une pause et lancer le morceau suivant le plus rythmé de l'album Liquidation Totale.
1. Liquidation Totale

A la fois le morceau le plus rythmé de l'album mais aussi le plus "désagréable" par la répétition importante du gimmick vocal "I'm gonna leave you" de Nina Simone, il reprend les samples Backlash Blues de Nina Simone (Live Montreux Jazz Festival 1968), Eddi Sings the Blues d'Eddie Harris (1972), In Time de Sly & the Family Stone (1973) et Go for It de Shalamar (1981).
1. Les 10 Jours Fous

Le morceau est réalisé par Étienne de Crecy sous le pseudonyme "Mooloodjee"; piste également lente, celle-ci est proche du style downtempo. De par son rythme et sa sonorité il semble préparer l'auditeur de l'album à la fin de l'écoute de celui-ci comme on fermerait une enseigne ce qui boucle avec le concept de l'album. Il utilise les samples de You're Never Too Far From Me de George Benson (1979) et Home (Finale) de Stephanie Mills (1975). Le morceau se termine par 26 secondes d'interlude basée sur des répliques qui semblent être un échange moqueur dans un film sur l’invraisemblance d'une situation vécue par une femme.
1. Déstockage Massif

Morceau réalisé par Alex Gopher, il marque la fin des morceaux de l'album.
1. Fermeture Définitive

Longue de 16 secondes, il s'agit du 6e interlude et du 2e matérialisé par un numéro de piste avec "Tout Doit Disparaitre". A nouveau Étienne de Crecy reprend une réplique de Dallas (saison 5 - épisode 3 en VF) puisqu'on y entend distinctement la voix Sue Ellen sur cette piste: "- Il est tard maintenant. Dusty, je me demandais si une fois le bébé endormi, on ne pourrait pas faire un saut en voiture jusqu'à San Angelo. Écouter de la musique quelque part, ou même peut-être aller au cinéma ? - Oh à part le week-end, on doit dormir de bonne heure par ici...". 

## Clips
2 clips sortiront sur 1997 pour Le Patron Est Devenu Fou ! et Prix Choc.
Le Patron Est Devenu Fou !
Le clip du morceau Le Patron Est Devenu Fou !, délibérément inspiré de l'œuvre de Felice Varini, a été réalisé par Marie de Crécy. A la fois expérimental et avant-gardiste, le clip met en scène plusieurs personnes dansant à tour de rôle dans une pièce dont l'orientation bouge au fur et à mesure de la chanson laissant deviner le logo et les couleurs du concept Super Discount selon une orientation bien précise à un certain moment de la chanson.
Prix Choc
Le clip de Prix Choc met en scène 2 judokas s'affrontant et exécutant des prises de judo en kimono noir sur des tatamis jaunes et sérigraphiés aux couleurs et caractères de Super Discount.

## Parution
L'album est d'abord sorti sous la forme de quatre maxis en 1997 dont les pochettes s'assemblaient comme un puzzle, ils sont sortis toutes les deux semaines pendant 2 mois en 1997.
Super Discount - £
1. Minos Pour Main Basse (Sur La Ville) - Le Patron Est Devenu Fou ! - 10:07
2. Air - Soldissimo EDC Remix - 5:24

sortie le 3 mars 1997
Super Discount - F
1. La Chatte Rouge - Affaires A Faire - 5:15
2. Étienne de Crécy - Prix Choc - 8:39

sortie le 17 février 1997. Ce maxi changera de nom pour € à partir de 2002.
Super Discount - $
1. Mooloodjee - Les 10 Jours Fous - 8:04
2. Minos Pour Main Basse (Sur La Ville) - Tout Doit Disparaître - 6:24

sortie le 20 janvier 1997
Super Discount - ¥
1. Alex Gopher - Super Disco - 6:25
2. Étienne de Crécy - Liquidation Totale - 6:18

sortie le 3 février 1997
Après 2002, le maxi F devient € avec le remplacement du franc par l'euro pour les rééditions vinyles.
L'édition Deluxe Gold limitée à 500 copies pour le 25ème anniversaire reprend le concept de puzzle avec 4 formats 10" à assembler.

## Réception et postérité
Le disque a été élu meilleure compilation de l'année 1997 par les lecteurs du magazine Muzik, et le magazine Q classe l'album dans sa liste des "25 meilleurs albums de danse de tous les temps".
Une édition limitée avec trois remixes et un inédit est parue lors de la sortie de l'album.
Le disque a eu deux suites, Super Discount 2, en 2004, ainsi que Super Discount 3, sorti en 2015.

## Rééditions

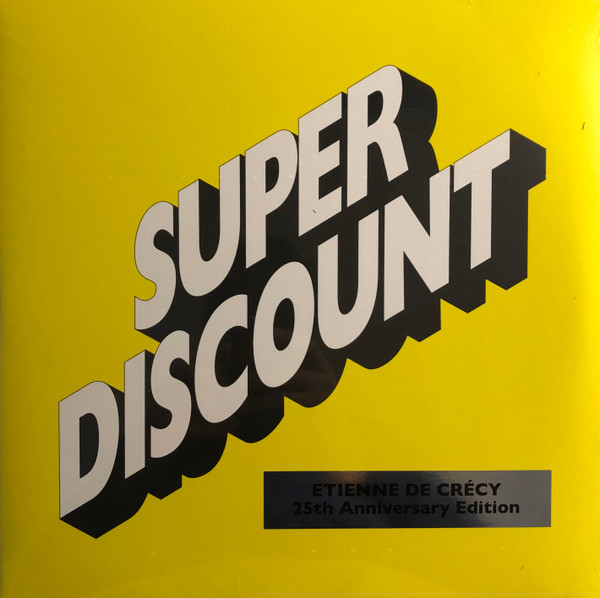
Pochette de la réédition vinyle du 25e anniversaire

Le disque a eu par la suite plusieurs rééditions.
La première est l'édition limitée 2CD de 1998. Cette version reprend le CD original augmenté d'un 2e CD de couleur blanche avec l'inscription Super Discount en jaune (une symétrie du CD1) où l'on y retrouve 2 remixes de Prix Choc, 1 remix de Le Patron Est Devenu Fou! et un bonus track expérimental où s’enchaînent répliques et samples divers sous le nom de Mr Learn* & Fisherman –Visible, Solution Pour Verres De Contacts.
La seconde réédition en 2002 est pour fêter les cinq ans de l'album. Cette version reprend le CD original augmenté d'un 2e CD de même couleur que le CD1 avec l'inscription Super Discount où l'on y retrouve 3 remixes de Prix Choc, 1 remix de Le Patron Est Devenu Fou! et un bonus track expérimental où s'enchainent répliques et samples divers sous le nom de Mr Learn* & Fisherman –Visible, Solution Pour Verres De Contacts. L'album contient également 2 vidéos disponibles qui sont les clips des chansons Le Patron Est Devenu Fou!  et Prix Choc. Le CD2 pouvait être lu dans un lecteur CD-ROM ordinaire, une interface vidéo s'ouvrait sur l'écran avec la possibilité de choisir son clip le tout sur une animation musicale scandant "clips supers, musique pas chère". Signe d'une époque passée, le CD-ROM tournait sur Windows 95 en 16 bits, ce qui est introuvable aujourd'hui et rend le CD-ROM non lisible dans sa forme originelle, la plupart des systèmes tournant sur 64 bits.
Pour ses vingt ans, l'album est réédité en double vinyle 12''. La particularité de cette réédition est d'avoir les disques édités en grammage 180 de couleur jaune en 500 exemplaires. L'album porte une vignette argentée sur la couverture "ETIENNE DE CRECY - 20th anniversary SUPER LIMITED EDITION".
En 2021, la version "Gold Deluxe" limitée à 500 exemplaires propose cette fois-ci les quatre maxis d'origine en format vinyle 10". Cette édition présente également la même particularité que sur l'originale à savoir qu'elle ne comprend pas les 17 premières secondes de "Le Patron Est devenu Fou" réduisant son format à 9 minutes 51 seconde
L'album est à nouveau rééditée en 2022 pour le vingt-cinquième anniversaire de l'album. La particularité de cette réédition est d'avoir une vignette argentée sur la couverture "ETIENNE DE CRECY - 25th anniversary edition" pour la version vinyle.

## Liste des morceaux
Sur la version vinyle, la face £ est constituée des titres 1 et 4, la face € des titres 2, 5 et 11, la face $ des titres 9 et 6 et la face ¥ les titres 3, 7, 8 et 11.
La colonne "Auteur" correspond à l'artiste crédité à chaque chanson.
| No  | Titre                      | Auteur                               | Single d'origine | Durée |
| --- | -------------------------- | ------------------------------------ | ---------------- | ----- |
| 1.  | Le Patron Est Devenu Fou ! | Minos Pour Main Basse (Sur La Ville) | £                | 10:08 |
| 2.  | Prix Choc                  | Étienne de Crécy                     | €                | 8:52  |
| 3.  | Super Disco                | Alex Gopher                          | ¥                | 6:36  |
| 4.  | Soldissimo EDC Remix       | Air                                  | £                | 5:24  |
| 5.  | Affaires À Faire           | La Chatte Rouge                      | €                | 5:47  |
| 6.  | Tout Doit Disparaître      | Minos Pour Main Basse (Sur La Ville) | $                | 6:24  |
| 7.  | Tout À 10 Balles           | DJ Tall                              |                  | 0:09  |
| 8.  | Liquidation Totale         | Étienne de Crécy                     | ¥                | 6:19  |
| 9.  | Les 10 Jours Fous          | Mooloodjee                           | $                | 8:32  |
| 10. | Destockage Massif          | Alex Gopher                          |                  | 3:40  |
| 11. | Fermeture Définitive       | Mr. Learn                            |                  | 0:15  |

| 1. | Prix Choc (Ultra Dark Mix)                       | Étienne de Crecy                     | 6:27 |
| 2. | Prix Choc (Ultra Bright Mix) Remix – La Funk Mob | Étienne de Crecy                     | 7:49 |
| 3. | Le Patron Est Devenu Fou! (Peace From Chicago)   | Minos Pour Main Basse (Sur La Ville) | 9:16 |
| 4. | Visible, Solution Pour Verres De Contacts        | Mr Learn* & Fisherman (3)            | 4:24 |

| 1. | Prix Choc (Ultra Dark Mix)                       | Étienne de Crecy                     | 6:27 |
| 2. | Prix Choc (Ultra Bright Mix) Remix – La Funk Mob | Étienne de Crecy                     | 7:49 |
| 3. | Le Patron Est Devenu Fou! (Peace From Chicago)   | Minos Pour Main Basse (Sur La Ville) | 9:16 |
| 4. | Prix Choc (Manasseh's Real Cloudy Mix)           | Étienne de Crecy                     | 6:03 |
| 5. | Visible, Solution Pour Verres De Contacts        | Mr Learn* & Fisherman (3)            | 4:24 |
| 6. | Le Patron Est Devenu Fou! (vidéo-1)              | Étienne de Crecy                     |      |
| 7. | Prix Choc (vidéo-2)                              | Étienne de Crecy                     |      |

| $1. | Les 10 Jours Fous                  | Mooloodjee                           | 8:17 |
| $2. | Tout Doit Disparaître              | Minos Pour Main Basse (Sur La Ville) | 6:58 |
| £1. | Le Patron Est Devenu Fou           | Minos Pour Main Basse (Sur La Ville) | 9:53 |
| £2. | Soldissimo (EDC Remix) Remix – EDC | Air                                  | 8:14 |
| €1. | Affaires À Faire                   | La Chatte Rouge                      | 8:21 |
| €2. | Prix Choc                          | Étienne de Crecy                     | 8:45 |
| ¥1. | Super Disco                        | Alex Gopher                          | 6:22 |
| ¥2. | Liquidation Totale                 | Étienne de Crecy                     | 6:20 |

1. 1 2 3  Anciennement F